# Regierungsbezirk Darmstadt
Regierungsbezirk Darmstadt er et af tre Regierungsbezirke i den tyske delstat Hessen. Den ligger i den sydlige del af delstaten, og udgør Planungsregion Südhessen. Mere end halvdelen af Hessens befolkning lever her.

## Forvaltningsopdeling

### Landkreise
1. Bergstraße
2. Darmstadt-Dieburg
3. Groß-Gerau
4. Hochtaunuskreis
5. Main-Kinzig-Kreis
6. Main-Taunus-Kreis
7. Odenwaldkreis
8. Offenbach
9. Rheingau-Taunus-Kreis
10. Wetteraukreis

### Kreisfrie byer
1. Darmstadt
2. Frankfurt am Main
3. Offenbach am Main
4. Wiesbaden

### Byer med særstatus
1. Bad Homburg
2. Hanau
3. Rüsselsheim

## Regeringspræsidenter efter 1945
1. Ludwig Bergsträsser 1945 – 1948
2. Albert Wagner 1948 – 1950
3. Wilhelm Arnoul 1950 – 1961
4. Günter Wetzel 1962 – 1967
5. Hartmut Wierscher 1968 – 1987
6. Walter Link 1988 – 1991
7. Horst Daum 1991 – 1996
8. Bernd Kummer 1996 – 1999
9. Gerold Dieke siden 1999